# ينس لوند
ينس لوند (بالدنماركية: Jens Lund)‏ هو مصصم جرافك ورسام توضيحي ورسام دنماركي، ولد في 18 نوفمبر 1871 في كوبنهاغن في الدنمارك، وتوفي في 10 يونيو 1924 في هليرب ‏ في الدنمارك.

## معرض صور

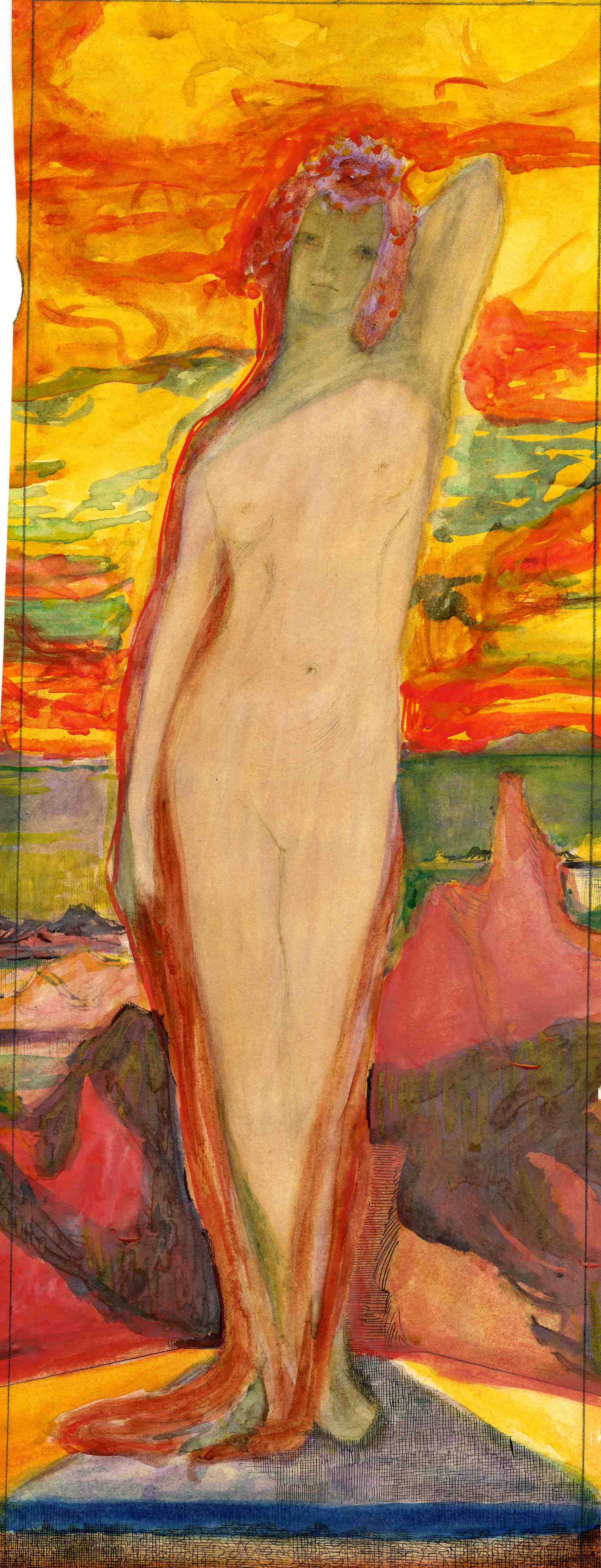
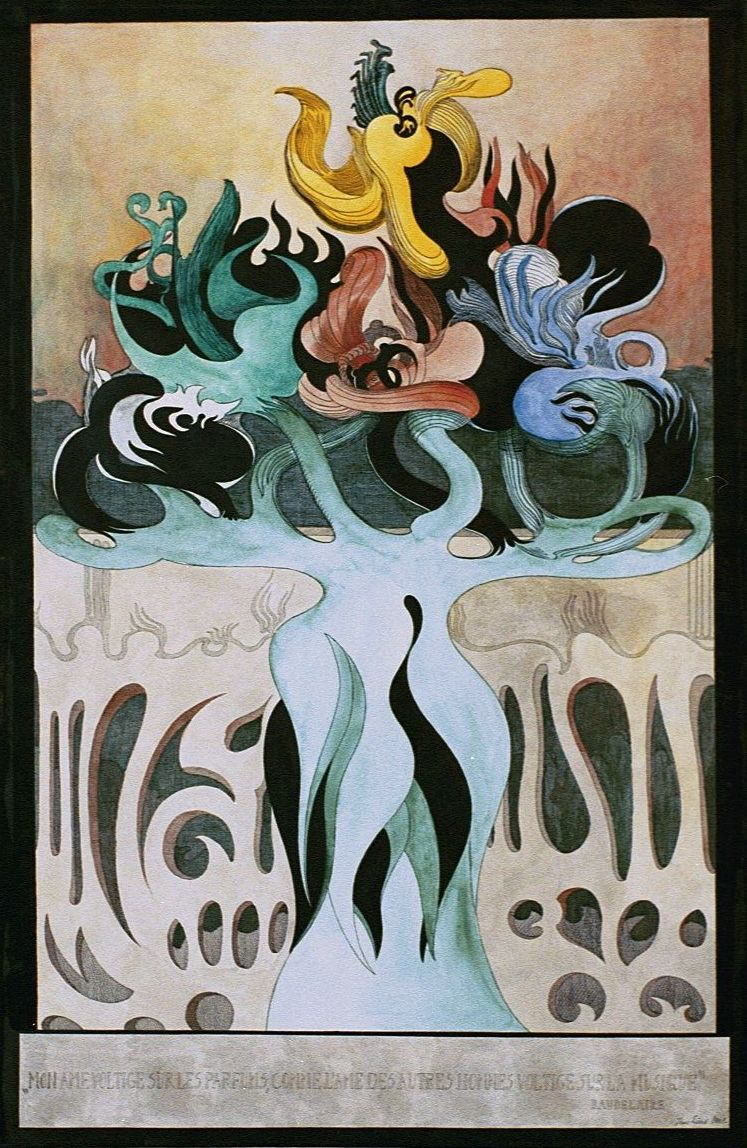
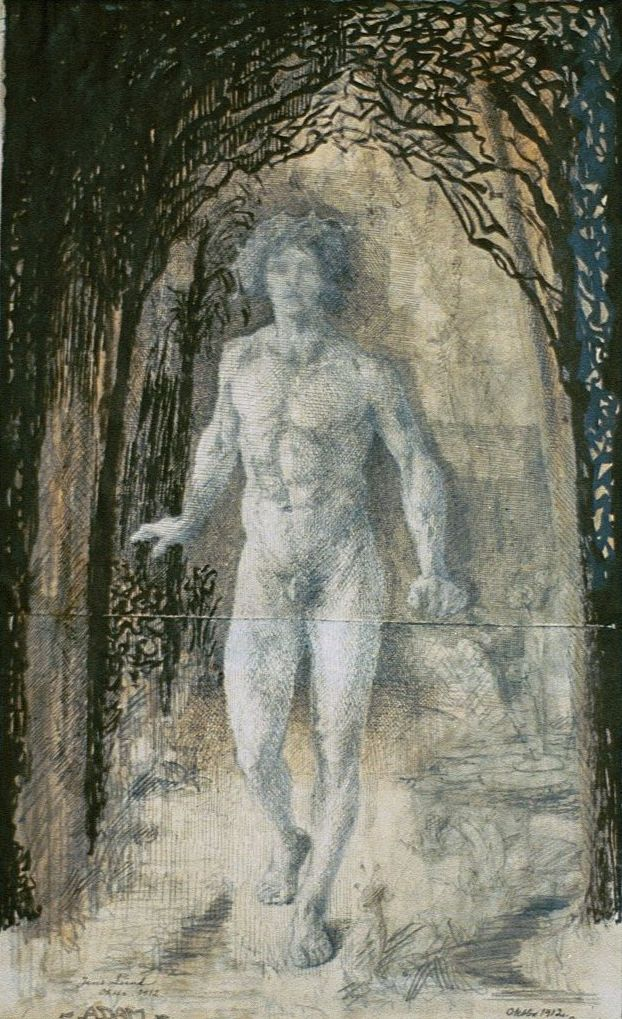
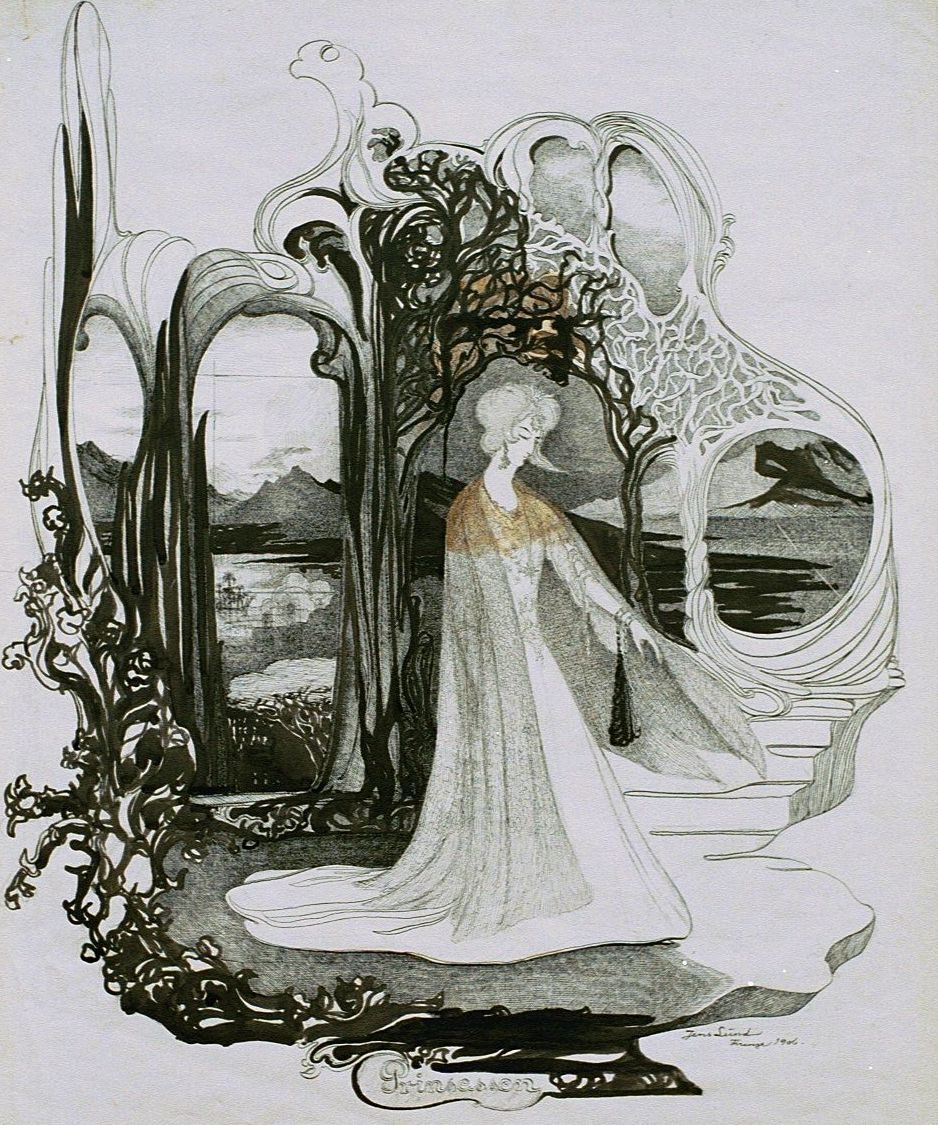
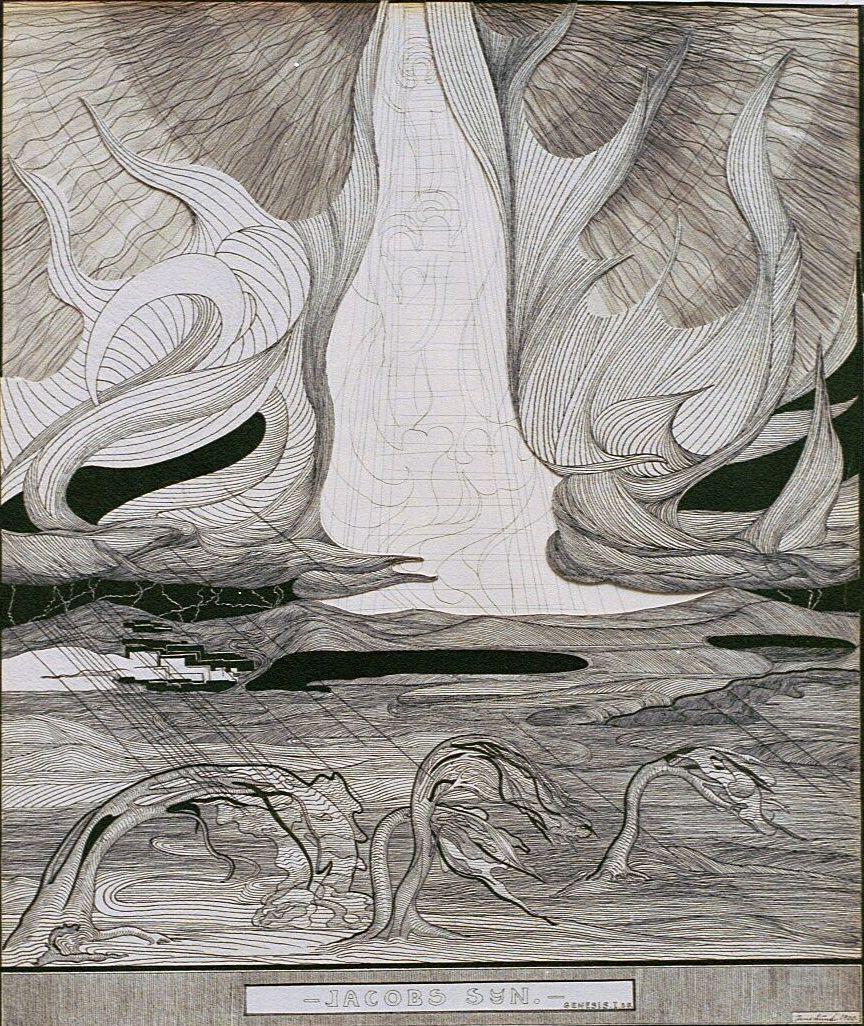